# Oer-Erkenschwick
Oer-Erkenschwick [oːɐ 'ɛʁkn̩ˌʃfɪk] − miasto w Niemczech, w kraju związkowym Nadrenia Północna-Westfalia, w rejencji Münster, w powiecie Recklinghausen. W 2010 roku liczyło 30 312 mieszkańców.
Stadthalle Oer-Erkenschwick – centrum kulturalne i konferencyjne znajdujące się w centrum miasta przy placu Berlińskim jest miejscem wydarzeń kulturalnych, koncertów, imprez artystycznych. Dysponuje nowoczesną salą dla 700 osób o bardzo dobrej akustyce, restauracją i miejscami hotelowymi, oraz zapewnia profesjonalny sprzęt konferencyjny i audiowizualny.